# Caccia al potere
Caccia al potere (The Pursuit of Power) è un saggio di William McNeill che affronta le complesse tematiche del rapporto fra forza militare, società, economia e tecnologia all'interno della storia. La prima edizione in lingua inglese The Pursuit of Power: Technology, Armed Force, and Society since A.D. 1000 è del 1982 a opera dell'University of Chicago e di Oxford: Basil Blackwell. Nello stesso anno uscirà la prima traduzione italiana edita da Feltrinelli. Una seconda edizione della Feltrinelli seguirà nel 1984.
È una delle opere mature del professor McNeill; tratta dell'evoluzione dell'organizzazione della forza armata nella storia unendo osservazioni e tematiche di storia economica e politica, in un approccio che travalica i diversi settori specialistici nel tentativo di fornire una comprensione più ampia del suo oggetto di studio.

## Struttura
La versione italiana del libro si struttura a partire da una prefazione, a cui seguono 10 capitoli e le conclusioni. Nell'ordine:
1. Armamenti e società antiche
2. L'era del predominio cinese
3. L'imprenditorialità della guerra in Europa (1000-1600)
4. I progressi dell'arte militare Europea tra il 1600 e il 1750
5. Le tensioni della burocratizzazione della violenza in Europa
6. Le conseguenze in campo militare della rivoluzione politica in Francia e della rivoluzione industriale in Gran Bretagna (1789-1840)
7. Gli esordi dell'industrializzazione della guerra (1840-1884)
8. L'intensificarsi della relazione militare industriale (1884-1914)
9. Le guerre mondiali del secolo ventesimo
10. La corsa agli armamenti e il dirigismo economico dopo il 1945

I capitoli più corposi sono il terzo “L'imprenditorialità della guerra in Europa (1000-1600)” e il nono “Le guerre mondiali del secolo ventesimo”. I capitoli seguono un ordine cronologico mentre all'interno di ciascuno di essi i contenuti vengono esposti in virtù delle loro connessioni reciproche.
Le fonti utilizzate dall'autore sono perlopiù di letteratura storiografica, ma diversificate e corpose nel numero a fronte di un testo relativamente ridotto. Fra esse predominano le opere in inglese, ma si trovano anche testi in francese e tedesco.

## Contenuti

### Età antica e medievale
Il libro inizia trattando gli albori della tecnologia militare e le sue prime ricadute sulla società. L'introduzione delle armi in bronzo nel 3500 A.C. creò una nuova classe di persone in grado di mantenersi tramite il saccheggio. Veri e propri macro-parassiti dell'uomo questi armati definirono un élite sociale in grado di creare grandi monarchie centralizzate e burocratizzate in mesopotamia, al fine di accentrare risorse dal territorio circostante nelle loro capitali. La guerra di questo periodo è legata alla presenza di viveri più che alla presenza di armi. I prodotti in bronzo sono infatti durevoli e facilmente riparabili, ne consegue che i conflitti si conducono con gli stock esistenti.
La civiltà assira codificherà i meccanismi del potere d'imperio legato alla forza militare per come saranno conosciuti nella storia. Il suo alto grado di innovazione militare culminò con l'introduzione del cavaliere e l'inizio dell'era della cavalleria, dominata dai nomadi delle steppe, responsabili della caduta della capitale ninive nel 619 A.C.
Il binomio cavallo-cavaliere assumerà  in occidente una valenza differente attraverso la mediazione bizantina dei catafratti per confluire nella cavalleria europea introdotta sotto carlo Martello (732 D.C.). La concentrazione di risorse necessaria ad equipaggiare un cavaliere latino venne assicurata in Europa attraverso il sistema del feudalesimo, che sino al 1000 D.C. porrà pesanti limiti all'accumulo di capitale privato grazie alla possibilità di confisca dei singoli autocrati in possesso del potere militare.
NeIl'Europa del basso medioevo la crisi del paradigma militare della cavalleria feudale, causata dalle milizie civiche di picchieri a partire dalla battaglia di Legnano, apre la strada allo sviluppo alle milizie mercenarie dei condottieri in Italia con conseguente sviluppo dell'industria armiera nella penisola.
Sotto il profilo tecnologico l'arrivo della polvere da sparo determinò l'ascesa degli artigiani d'oltralpe, più vicini alle risorse naturali necessarie per la creazione delle bocche da fuoco. Fu così che la monarchia francese, consolidatasi dopo la Guerra dei cent'anni, fu il primo potere politico europeo a schierare una forza d'artiglieria mobile nelle successive Guerre d'Italia. La nascita della trace Italienne in questo periodo fu la risposta ingegneristica al predominio delle bocche da fuoco sui campi di battaglia, sancito con la battaglia di Pavia e l'ascesa dei tercios spagnoli.

### Età moderna
La gestione e l'utilizzo della forza militare subiscono notevoli sviluppi grazie alle innovazioni introdotte nella Guerra dei Trent'anni da figure come Albrecht von Wallenstein e Gustavo Adolfo di Svezia. A seguito di questo conflitto, la Francia di Luigi XIV, nuova potenza egemone in Europa, instaurò un esercito permanente in continuo stato di preparazione alla guerra. Strumento di repressione politica interno oltre che di politica estera, questa forza armata, addestrata secondo i metodi introdotti da Maurizio di Nassau (addestramento mauriziano), fu il fondamento del cosiddetto ancien regime sino al 1789, anno della Rivoluzione francese.
Nel XVIII Sec. la relativa stabilità politico-sociale garantita dal sistema dell'ancien regime consentì l'incremento demografico in tutta Europa. La scarsità di terre da mettere a coltura nell'Europa occidentale provocò scontento sociale nelle fasce contadine.
In ambito terrestre si afferma il modello militare Prussiano basato sull'Ufficialità aristocratica e il riformismo militare francese attraverso persone come Jean Maritz e Jean-Baptiste de Gribeauval, rivoluziona l'organizzazione dell'artiglieria e introduce la divisione.
L'incremento demografico del XVIII secolo trovò due esiti differenti, la Rivoluzione industriale in Inghilterra e la Rivoluzione Francese in Francia. Nel primo caso il sistema speenhamland e il circuito finanziario ormai affermato fornirono manodopera e mezzi per la concentrazione di risorse necessaria al balzo industriale. In Francia invece una monarchia non più in grado di riformarsi crollò quando l'esercito francese si fece permeabile alle idee rivoluzionarie per via dell'esclusività aristorcratica nel ricoprire il ruolo Ufficiali.
La Leva di massa rivoluzionaria diede origine all'esercito di cittadini in armi, nuovo paradigma militare utilizzato dalla Francia in tutte le guerre napoleoniche, fino all'esaurimento delle sue risorse umane. Le sconfitte Prussiane durante questi conflitti convinsero Federico Guglielmo III a un cauto riformismo militare, da cui nascerà l'idea della formazione continua del corpo ufficiali e l'organizzazione dello stato maggiore.

### Età contemporanea
Gli sviluppi della tecnologia militare rallentarono nell primo quarto del XIX secolo a causa dei costi nel rinnovo degli arsenali ma la guerra di Crimea pose fine agli indugi. La superiorità della canna rigata unita alla pallottola Miniè si diffuse rapidamente in tutta Europa, insieme alle navi a vapore d'acciao, reso ormai economico dalla scoperta del processo Bessemer. L'impiego delle fresatrici automatiche d'importazione americana permise a una ristretta classe di imprenditori (tra questi William Armstrong e Alfred Krupp) di rifornire Stati a prezzi Competitivi rispetto agli arsenali statali, aprendo definitivamente il settore armiero all'Economia di scala.
Dal 1884 il rapporto fra mondo militare e industriale in Europa si fece profondo. La corsa agli armamenti navali di cui si fecero promotori Inghilterra, Francia e Germania, creò un sistema di innovazioni tecnologiche su commissione garantito dalla sicurezza del ritorno degli Investimenti agli appaltatori privati. Questo portò nel 1913 molte ditte private a unirsi in conglomerati come Vikers, Armstrong e Krupp  a causa della vastità delle operazioni industriali e delle spese gestionali.
Il primo conflitto mondiale, iniziato secondo categorie d'equilibrio di potenza si sviluppò a partire da tensioni sociali localizzate in Europa centrale e orientale, dettate dall'irriproducibilità dei modelli di vita tradizionali contadini causata dall'aumento demografico. Il conflitto vide una rivoluzione logistica di dimensioni internazionali volta allo scopo di rifornire i combattenti al fronte, mentre le materie prime necessarie allo sforzo bellico erano oggetto di una guerra commerciale in cui il blocco navale inglese e la guerra sottomarina tedesca ebbero grande importanza. Nel primo dopoguerra le capacità di intervento dello stato nell'economia non scomparve, ma venne applicata durante la crisi del 1929 in provvedimenti come Il new deal o l'IRI.
Durante il secondo conflitto mondiale, giunti alla completa mobilitazione dei belligeranti si vide raggiungere nuove vette nella capacità organizzativa degli stati con ricadute vastissime in termini di progresso scientifico-tecnologico come il progetto Manhattan.

## La fine della corsa agli armamenti
Nell'ultima parte del libro McNeill si interroga sul sistema politico suo contemporaneo e sulla pace in generale, concludendo che l'unica vera soluzione per fermare la corsa agli armamenti sembra essere un cambiamento a livello politico: "Una potenza che godesse della sovranità globale e che volesse, e potesse, imporre un monopolio dell'armamento atomico potrebbe permettersi di disperdere le equipes di ricerca e smantellare tutte le testate nucleari, salvo un piccolo numero simbolico” nonostante ciò “non per questo cesserebbe lo strepito delle armi” ma “un impero planetario potrebbe riuscire a limitare la violenza impedendo agli altri gruppi di dotarsi di armamenti tanto elaborati da minacciare il largo margine di superiorità della potenza sovrana”. Certo “le esplosioni di terrorismo, azioni di guerriglia e banditismo continuerebbero a fornire uno sfogo all'ira e alla frustrazione dell'uomo; ma la guerra organizzata quale l'ha conosciuta il ventesimo secolo scomparirebbe”.

## Ricezione e critiche
L'opera di William H. McNeill fu accolta generalmente in maniera positiva dalla critica che ne riconosceva i pregi nel tentativo di riempire un vuoto causato dal disinteresse sui temi delle connessioni fra guerra, società ed economia. Nonostante questo, il libro, definito come “oltraggiosamente speculativo” a causa delle tendenza dell'autore a “Giudizi fulminanti basati su fonti secondarie”, venne criticato nel suo tentativo di porre in una prospettiva storica la spirale incontrollata della corsa agli armamenti degli anni ‘80 del ‘900.
In particolare le critiche si focalizzarono sulle ricadute positive degli investimenti militari e sul riferimento alla crescita demografica come “Meccanismo causativo”. Queste posizioni lungo il testo non erano integrate in maniera opportuna da altre fonti secondo i detrattori.
L'idea che le conclusioni tratte nell'opera non fossero qualche volta altro che “Ipotesi provocanti che invitano una confutazione” unite alla mancata definizione de “I due poli del suo argomentare, il sistema d'Imperio e il mercato”, minarono nei critici più severi l'affidabilità delle tesi espresse da McNeill in The Pursuit of Power. Lo stesso autore inoltre, è stato testimone della freddezza con cui la sua tesi, che attribuiva alla Gran Bretagna la responsabilità dell'inizio la corsa agli armamenti navali precedente il primo conflitto mondiale, fu accolta a Oxford.